# 左文学
左文学（1971年10月—），贵州安顺人，汉族，中国共产党党员。中华人民共和国政治人物、第十三届全国人民代表大会贵州省代表。

## 生平
2018年，左文学被选为贵州省出席第十三届全国人民代表大会代表。